# Wrong Is Right
Wrong Is Right (titulada Objetivo mortal en España, El hombre de la lente mortal en Hispanoamérica y The Man with Deadly Lens en Reino Unido) es una película estadounidense de 1982 cómica de suspense dirigida por Richard Brooks e inspirada en la novela de Charles McCarry The Better Angels.
El film está protagonizado por Sean Connery en el papel de Patrick Hale, un reportero que se ve envuelto en una trama relacionada con el robo de dos maletas, una conspiración gubernamental y el terrorismo islamista.

## Argumento
En un futuro próximo, la violencia ha pasado a ser el "deporte nacional" y las noticias televisivas han sido degradadas a simples tabloides. Patrick Hale (Sean Connery) es un reportero con acceso directo a los líderes internacionales más mediáticos. Uno de esos líderes es el rey de Hegreb: Ibn Awad (Ron Moody), el cual le comenta que ha descubierto que el presidente de Estados Unidos ha dado la orden de ejecutarle después de sus intenciones de hacerle entregar a un terrorista dos maletines con una bomba nuclear en cada uno con la intención de hacerlas detonar para conseguir la dimisión del mandatario estadounidense.

## Reparto
- Sean Connery es Patrick Hale.
- Robert Conrad es General Wombat.
- George Grizzard es Presidente Bedford Forrest “Frosty” Lockwood.
- Katharine Ross es Sally Blake.
- G. D. Spradlin es Jack Philindros.
- John Saxon es Homer Hubbard.
- Henry Silva es Rafeeq.
- Leslie Nielsen es Franklin Mallory.
- Hardy Krüger es Helmut Unger.
- Robert Webber es Harvey.
- Ron Moody es Rey Awad.
- Rosalind Cash es Sra. Ford
- Dean Stockwell es Hacker.
- Jennifer Jason Leigh es Niña.
- Mickey Jones es Pistolero.